# 350년대
350년대는 350년부터 359년까지를 가리킨다.